# Virtus (Rome antique)

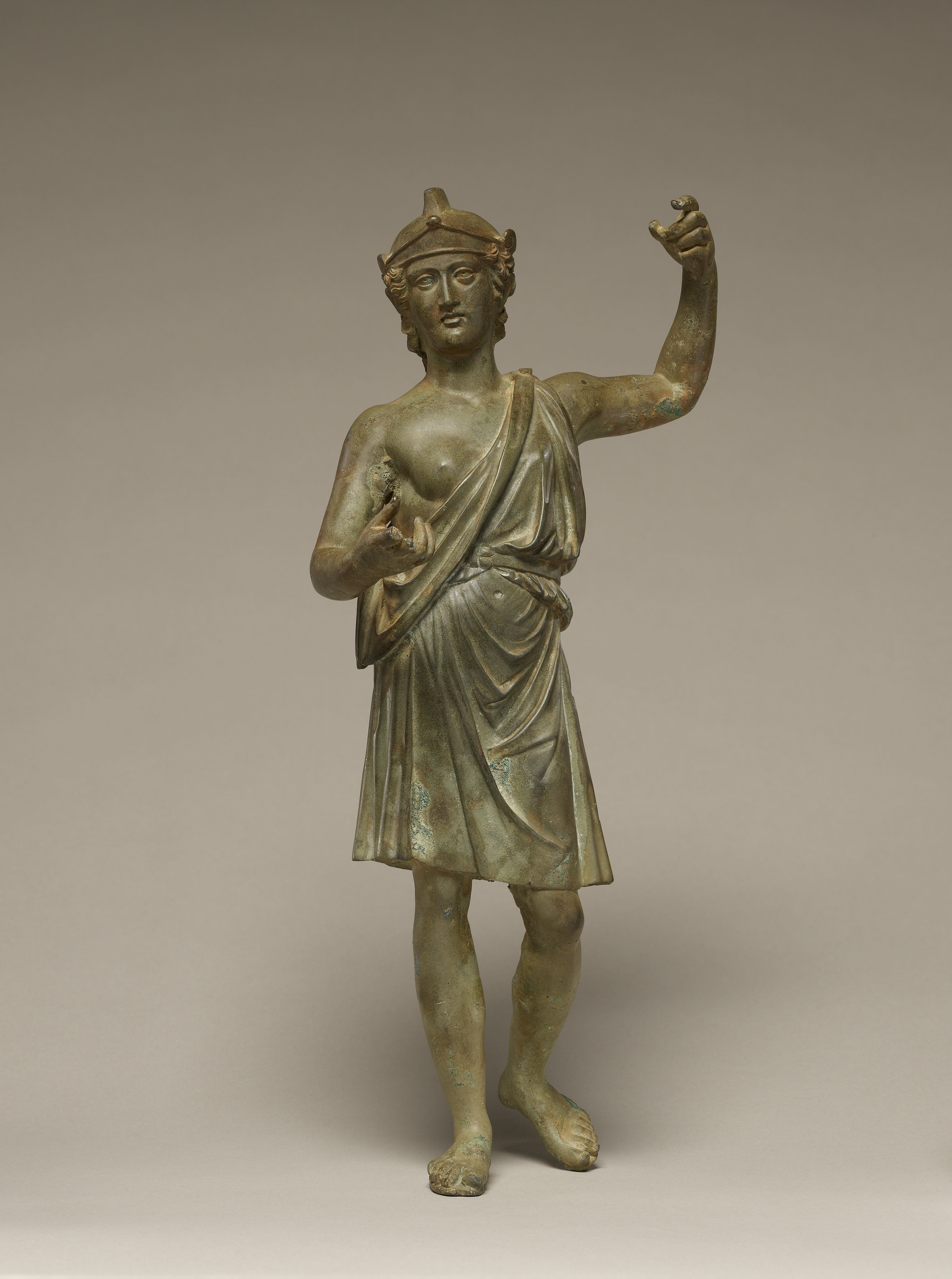
Statuette en bronze de Rome ou Virtus.

La virtus ou uirtus est une des principales vertus romaines, appartenant au mos majorum et englobant des notions de vaillance, de virilité, d'excellence, de courage et de caractère. Elle est essentiellement perçue comme un atout masculin (le terme dérive du latin vir, « homme ») mais peut être également associée par les auteurs à des femmes.
La uirtus est, avec la pietas, la clementia et la iustitia, l'une des quatre vertus impériales que le Sénat reconnaît en Auguste comme l'atteste l'inscription du bouclier d'or (clipeus aureus) placé en son honneur dans la Curie Julia. Elle fait partie des vertus avec la pietas (piété), la clementia (clémence) et la fides exercitus (fidélité de l'armée) que le général romain idéal se doit de maîtriser.